# Bistum Catamarca
Das Bistum Catamarca (lat.: Dioecesis Catamarcensis, span.: Diócesis de Catamarca) ist eine in Argentinien gelegene römisch-katholische Diözese mit Sitz in San Fernando del Valle de Catamarca.

## Geschichte
Das Bistum Catamarca wurde am 21. Januar 1910 durch Papst Pius X. mit der Päpstlichen Bulle Sollicitudine aus Gebietsabtretungen der Apostolischen Präfektur Tumaco errichtet und dem Erzbistum Buenos Aires als Suffraganbistum unterstellt. Am 20. April 1934 wurde es dem Erzbistum Salta als Suffraganbistum unterstellt. Am 8. September 1969 gab das Bistum Catamarca Teile seines Territoriums zur Gründung der Territorialprälatur Cafayate ab.

## Bischöfe von Catamarca
- Bernabé Piedrabuena, 1910–1923, dann Bischof von Tucumán
- Inocencio Dávila y Matos, 1927–1930
- Vicente Peira, 1932–1934
- Carlos Francisco Hanlon CP, 1934–1959
- Adolfo Tortolo, 1960–1962, dann Erzbischof von Paraná

- Alfonso Pedro Torres Farías OP, 1962–1988
- Elmer Osmar Ramón Miani, 1989–2007
- Luis Urbanč, seit 2007